# Maglaj
Maglaj kisváros Bosznia-Hercegovina középső részén, a Bosznia-hercegovinai Föderáció Zenica-doboji kantonjában. Lakosainak száma 1991-ben 7957, 2013-ban 6438 fő. Maglaj a neve annak a községnek is, amelynek legnépesebb települése ez a kisváros. Maglaj községben 1991-ben 34 344-en, 2013-ban 24 980-an éltek.

## Fekvése
Maglaj a Boszna folyó mentén helyezkedik el.

## Nevének eredete
Neve a magla szóból származik, ami ködöt jelent a bosnyák, a horvát és a szerb nyelvben egyaránt, s arra utal, hogy a folyó völgyének ezt a szakaszát gyakran köd lepi, különösen a kora reggeli órákban.

## Története
1878-ban vívott itt csatát az Osztrák–Magyar Monarchia serege a török felkelőkkel. Maglaj a boszniai faipar egyik központja volt a jugoszláv időkben. Számos gyümölcsöskert (többnyire alma- és körtefákkal) található a városban, főként a folyóparton.

## Látnivalók
A folyó jobb partján az óvárosban, a temető (mezarluk) közelében, a várdomb aljában található a Kursumli-mecset vagy Juszuf pasa mecset (Kuršumlija džamija, Jusuf-pašina džamija), amit 1560-ban építtetett Kalavun Juszuf pasa. A maglaji várat a 14. század végén építették sziklakibúváson, a várban álló óratorony (szahat-kula) azonban már a török időkben épült.